# The Hub (grattacielo)
The Hub (In italiano: Il Fulcro) con i suoi 183 metri è il secondo grattacielo più alto di Brooklyn, costruito tra il 2014 e il 2016, nel 2015, raggiunta la costruzione dell'ultimo piano, ha tolto il titolo all'AVA DoBro. L'edificio comprende 754 appartamenti e 7 ascensori, 3 dei quali si fermano a metà dell'edificio.

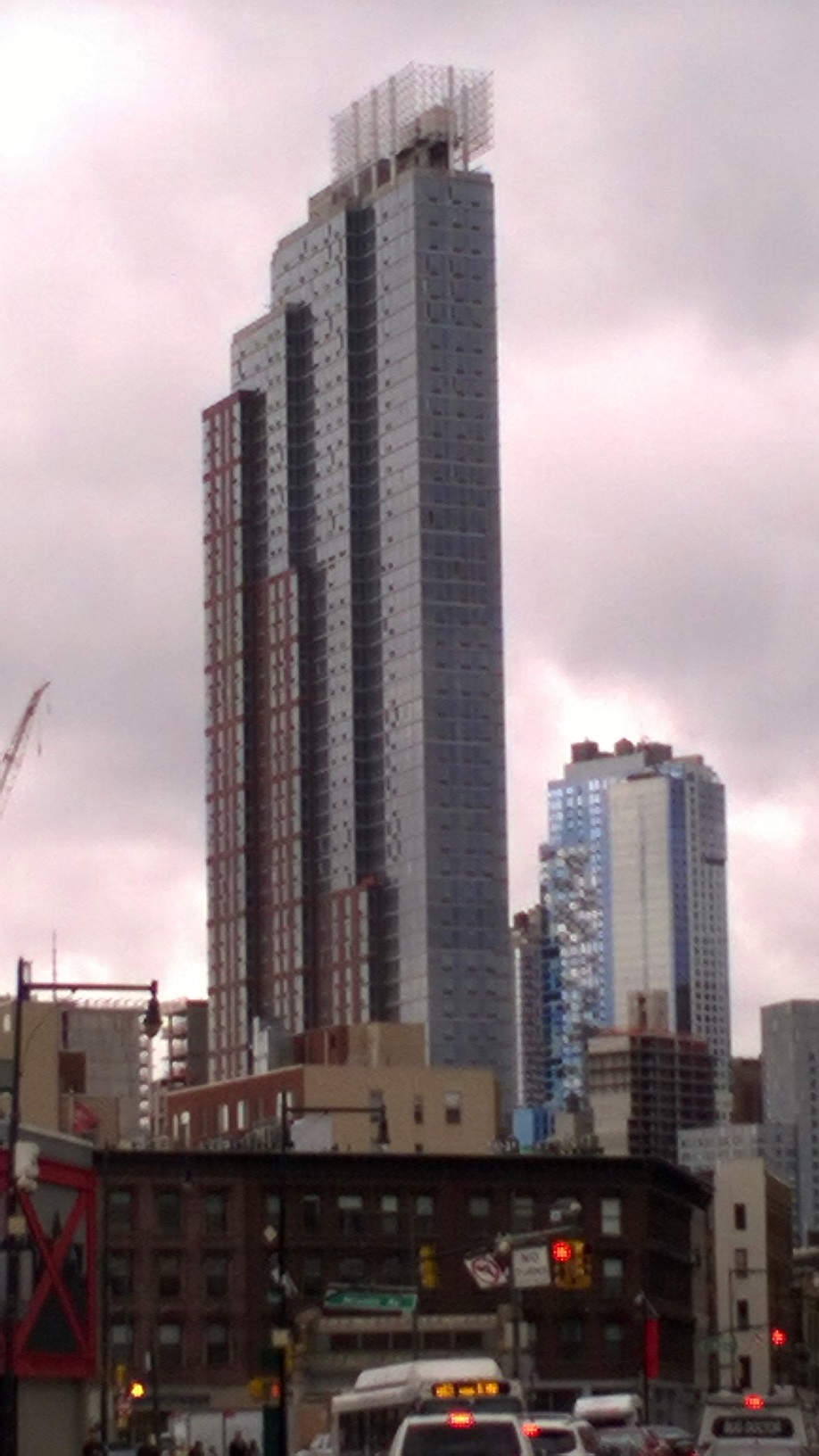
The Hub visto di lato con sullo sfondo l'AVA DoBro

## Architettura
Una torre in mattoni rossi e vetro, caratterizzata da una facciata snella e gradonata presenta una terrazza posta su un'estremità dell'eddificio. La forma snella della facciata della torre consente di concentrare il 75% delle finestre degli appartamenti sul lato principale. La porzione a cascata della torre probabilmente ispirato al 30 Rockefeller Plaza è suddivisa da elementi in vetro per ridurre l'impatto visivo della massa edilizia. L'edificio dispone di un ingresso a quattro piani e include una piscina lunga 23 metri in un padiglione a due piani, un salone e una terrazza panoramica, un prato con barbecue, una palestra, un garage per biciclette, schermi cinematografici interni ed esterni, un club lounge, un giardino per cani, una sala per party, una biblioteca, un garage e un'area giochi per bambini.